# Championnat d'Angleterre de football de deuxième division 1921-1922
Navigation
Édition précédente Édition suivante
La saison 1921-1922 est la vingt-sixième saison du championnat d'Angleterre de football de deuxième division. Les deux premiers du championnat obtiennent une place en première division, les deux derniers sont relégués.
Nottingham Forest remporte la compétition et se voit promu en première division accompagné du vice-champion, Stoke FC. Le meilleur buteur est Jimmy Broad avec 25 buts pour Stoke FC.
Avec la création de deux poules en troisième division, une poule Nord et une poule Sud, il y a désormais deux équipes reléguées.

## Compétition
La victoire est à deux points, un match nul vaut un point.

### Classement
| Rang | Équipe                  | Pts | J  | G  | N  | P  | Bp | Bc | Diff |
| ---- | ----------------------- | --- | -- | -- | -- | -- | -- | -- | ---- |
| 1    | Nottingham Forest       | 56  | 42 | 22 | 12 | 08 | 51 | 30 | +21  |
| 2    | Stoke FC                | 52  | 42 | 18 | 16 | 8  | 60 | 44 | +16  |
| 3    | Barnsley FC             | 52  | 42 | 22 | 8  | 12 | 67 | 52 | +15  |
| 4    | West Ham United         | 48  | 42 | 20 | 8  | 14 | 52 | 39 | +13  |
| 5    | Hull City               | 48  | 42 | 19 | 10 | 13 | 51 | 41 | +10  |
| 6    | South Shields FC        | 46  | 42 | 17 | 12 | 13 | 43 | 38 | +5   |
| 7    | Fulham                  | 45  | 42 | 18 | 9  | 15 | 57 | 38 | +19  |
| 8    | Leeds United            | 45  | 42 | 16 | 13 | 13 | 48 | 38 | +10  |
| 9    | Leicester City          | 45  | 42 | 14 | 17 | 11 | 39 | 34 | +5   |
| 10   | The Wednesday           | 44  | 42 | 15 | 14 | 13 | 47 | 50 | -3   |
| 11   | Bury FC                 | 40  | 42 | 15 | 10 | 17 | 54 | 55 | -1   |
| 12   | Derby County R          | 39  | 42 | 15 | 9  | 18 | 60 | 64 | -4   |
| 13   | Notts County            | 39  | 42 | 12 | 15 | 15 | 47 | 51 | -4   |
| 14   | Crystal Palace P        | 39  | 42 | 13 | 13 | 16 | 45 | 51 | -6   |
| 15   | Clapton Orient          | 39  | 42 | 15 | 9  | 18 | 43 | 50 | -7   |
| 16   | Rotherham County        | 39  | 42 | 14 | 11 | 17 | 32 | 43 | -11  |
| 17   | Wolverhampton Wanderers | 37  | 42 | 13 | 11 | 18 | 44 | 49 | -5   |
| 18   | Port Vale               | 36  | 42 | 14 | 8  | 20 | 43 | 57 | -14  |
| 19   | Blackpool FC            | 35  | 42 | 15 | 5  | 22 | 44 | 57 | -13  |
| 20   | Coventry City           | 34  | 42 | 12 | 10 | 20 | 51 | 60 | -9   |
| 21   | Bradford Park Avenue R  | 33  | 42 | 12 | 9  | 21 | 46 | 62 | -16  |
| 22   | Bristol City            | 33  | 42 | 12 | 9  | 21 | 37 | 58 | -21  |

|  | Vainqueur de la deuxième division et promotion en First Division |
|  | Promotion en First Division                                      |
|  | Relégué                                                          |